# Duplicaria dussumierii
Duplicaria dussumierii é uma espécie de gastrópode do gênero Duplicaria, pertencente a família Terebridae.

## Descrição
O comprimento da concha varia entre 40 mm e 112 mm.

## Distribuição
Esta espécie marinha ocorre ao largo da Indonésia, China, Japão e Coreia.